# سیارک ۲۵۴۷۵
سیارک ۲۵۴۷۵ (به انگلیسی: 25475 Lizrao، نامگذاری:1999XY40) بیست و پنج هزار و چهارصد و هفتاد و پنجمین سیارک کشف شده‌است که در ۷ دسامبر ۱۹۹۹ کشف شد.
قدر مطلق سیارک برابر ۱۵.۵ است.